# By the Sword
A By the Sword Emilie Autumn amerikai énekes-dalszerző középlemeze. Jótékonysági céllal jelent meg, a 2001. szeptember 11-ei terrortámadás után, a bevételeket az AmeriCares és az amerikai Vöröskereszt kapta. A kiadványt Emilie saját lemezkiadója, a Traitor Records jelentette meg, ami már nem létezik, így a középlemez nehezen beszerezhető, de a rajta szereplő négy dal megjelent más albumokon is: a címadó dal és az I Know It’s Over az A Bit o’ This & That albumon, a Castle Down az Enchanton, a Willow pedig a Laced/Unlaceden.

## Dallista
Minden dal szerzője Emilie Autumn, kivéve, ahol külön jeleztük.
1. By the Sword – 5:11
2. Castle Down – 3:55
3. Willow – 8:22
4. I Know It’s Over (videóklip) (Marr, Morrissey) – 6:47